# Uzi
Pour les articles homonymes, voir Uzi (homonymie).
L’Uzi est un pistolet-mitrailleur développé en Israël par l'ingénieur en armement Uziel Gal à partir de 1948 et fabriqué par l'entreprise de défense Israel Military Industries (IMI).
Produit à plus de 10 millions d'exemplaires dans toutes ses versions, il est inspiré des pistolets-mitrailleurs tchèques SA 23 et SA 25.
Arme compacte et fiable, ses multiples apparitions au cinéma ont marqué le grand public, à tel point que la dénomination « Uzi » est parfois employée comme un terme générique pour désigner un pistolet-mitrailleur.

## Développement
Israël accède à l’indépendance le 14 mai 1948 et se trouve immédiatement en guerre avec ses voisins arabes. Le nouvel état ne dispose toutefois pas de beaucoup d’armes et le stock est des plus hétéroclite, le manque de temps ayant contraint les israéliens à récupérer tout ce qui leur tombait sous la main. Conscient de ce problème, Israel Military Industries (IMI), entreprise gouvernementale chargée de la production des armes pour l’État, met en concurrence le lieutenant Uziel Gal et le major Chaim Kara pour concevoir un pistolet-mitrailleur pour l’armée israélienne.
Les concurrents achèvent leurs plans au début des années 1950. Tous deux se sont inspirés de pistolets-mitrailleurs produits en Tchécoslovaquie, le CZ 23 et ses dérivés et leurs deux modèles sont similaires. Kara est toutefois désavantagé dès le début, car l’arme qu’il propose, baptisée K-12, dispose d’une meilleure finition que celle de Gal, ce qui implique un coût et un temps de production plus important à un moment où Israël doit s’équiper en urgence et avec peu de moyens. Les essais, qui ont lieu en 1951, tournent également à l’avantage de Gal, son arme plus rustique se révélant mieux adaptée aux conditions difficiles du désert. C’est donc sa proposition qui est finalement adoptée sous le nom de « Uzi », en dépit de son opposition à l’utilisation de ce diminutif de son nom.

## Production et évolutions ultérieures

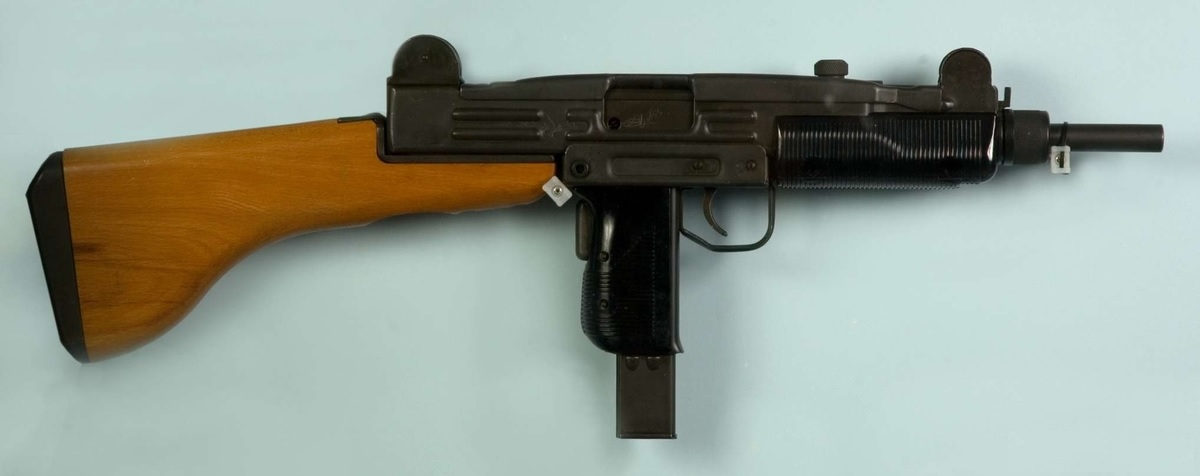
Version originale de l’Uzi avec la crosse en bois.

Gal fait breveter son arme en 1952, les droits de production restant toutefois entre les mains du ministère de la Défense. Une première commande de 8 000 exemplaires et 80 000 magasins est passée en mars 1954 pour le marché intérieur. L’export commence en 1956, mais il apparaît rapidement qu’IMI n’est pas en mesure de répondre à la forte demande et qu’il est nécessaire de trouver d’autres fabricants pour pouvoir produire suffisamment d’exemplaires. L’entreprise belge FN Herstal se voit ainsi accorder en 1958 une licence de production, à la condition toutefois de ne vendre qu’à des clients approuvés par Israël. Une autre licence est accordée dans les années 1970 à  la Rhodésie afin de faciliter l’export vers les pays africains. En 1982, la production totale s’élève déjà à plus d’un million d’exemplaires rien que pour l’export.
Les ventes s’affaiblissent à partir de la deuxième moitié des années 1970 du fait de la monopolisation du marché par les fusils d’assaut, dont les nouveaux modèles comme l’AK-74 ou le M16 sont plus légers, voire existent en version compacte comme l’AKS-74U, tandis que les anciens modèles comme l’AK-47 se diffusent en raison de leur très bas prix. Afin de maintenir la production, IMI se tourne alors vers le marché civil, pour lequel une version spéciale, l’Uzi Carbine, est commercialisée à partir de 1979. De même, afin de conserver son avantage concurrentiel dans le domaine du faible encombrement, l’Uzi est révisé afin de devenir encore plus petit et léger, ce qui donne naissance au Mini Uzi en 1980 puis au Micro Uzi en 1989. Des versions semi-automatiques sont également produites afin de pouvoir accéder au marché civil aux États-Unis, où la distribution est assurée par Action Arms. Toujours dans le but de toucher le marché civil américain, IMI développe également au début des années 1980 une version rapprochant l’arme d’un pistolet automatique, l’Uzi Pistol.
En 2010, soixante ans après la conception de l’Uzi original, IMI, qui a été entretemps privatisée sous le nom d’Israel Weapons Industries (IWI), présente au salon Eurosatory une version modernisée du Micro Uzi appelée Uzi Pro. En 2011, la production totale des armes de la famille Uzi est estimée à plus de dix millions d’exemplaires.

## Histoire opérationnelle
L’Uzi entre en service dans l’armée israélienne en 1955. Il est utilisé dans un premier temps principalement par les unités de parachutistes, les forces spéciales et les équipages de véhicules avant de se diffuser plus largement au sein des unités impliquées dans les combats urbains, bien que la dotation principale de l’infanterie reste le FN FAL. La première action de combat importante dans laquelle l’Uzi est engagé est l’opération Shomrom, un raid des parachutistes israéliens sur le poste de police de Kilkiya en Jordanie le 10 octobre 1956.
L’Uzi est largement utilisé par les Israéliens pendant la guerre des Six Jours, notamment dans les combats dans et autour de Jérusalem, où sa petite taille et la possibilité de tirer efficacement l’arme à la hanche sont appréciés. Néanmoins, en dehors du contexte spécifique du combat urbain, les Israéliens se trouvent en difficulté face aux Kalachnikov des Arabes qui sont tout aussi rustiques et fiable que l’Uzi, tout en ayant une portée et une puissance supérieure. L’Uzi est par conséquent remplacé par le Galil dans la plupart des unités conventionnelles à partir de 1973. Ce remplacement n’a toutefois pas encore vraiment commencé au moment de la guerre du Kippour et la plupart des unités conservent alors encore leurs Uzi. Par ailleurs, il reste en service dans les forces spéciales, notamment le Sayeret Matkal, ainsi que de manière limitée dans les troupes parachutistes. Outre l’armée et la police israéliennes, l’Uzi se trouve également au Proche-Orient entre les mains des colons, mais aussi des fedayin. Ces derniers obtiennent ces armes principalement de l’Iran, qui en avait acheté des milliers d’exemplaires avant la révolution islamique.
Exporté dans plus de cinquante pays, l’Uzi est utilisé dans de nombreux conflits et épisodes de violence partout dans le monde au cours des XXe et XXIe siècles. Il apparaît ainsi sur des photographies célèbres, comme celles de la tentative d’assassinat de Ronald Reagan en 1981, où il est visible entre les mains des agents du Secret Service, ou celles des attaques terroristes de mai 1977 aux Pays-Bas, où il est utilisé par la police antiterroriste néerlandaise.
L’Uzi disparaît progressivement de l’arsenal des forces armées et de sécurité des pays occidentaux à partir de la fin des années 1990 au profit des fusils d’assaut compacts et des Personal defence weapons. L’armée israélienne retire ainsi du service actif toutes les versions de l’Uzi en 2003, qui est remplacé par le Tavor, un fusil d’assaut compact dont les performances sont largement supérieures à celles de l’Uzi pour un encombrement guère plus important.

## Description

### Disposition générale

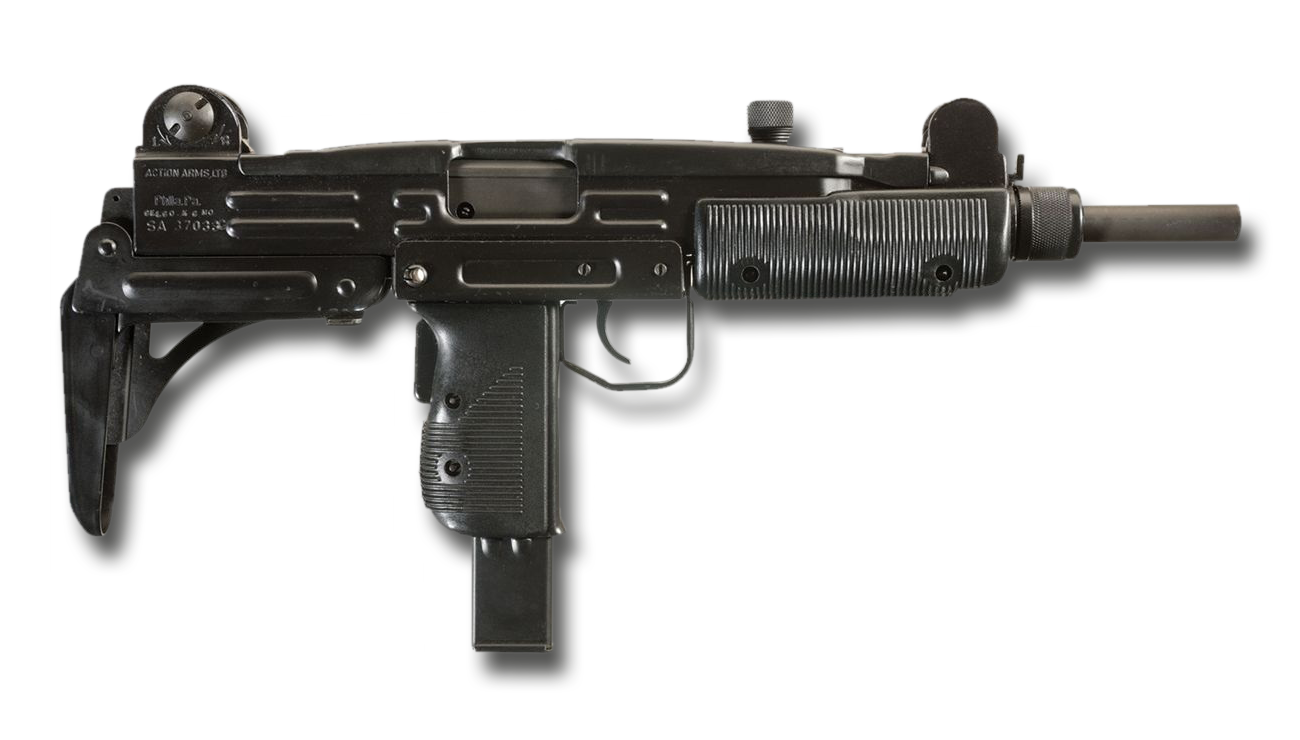
Version améliorée de l’Uzi produite à partir de 1967 disposant d’une crosse pliable.

La conception générale de l’Uzi est simple, avec une carcasse en tôle emboutie et un nombre limité de pièces, ce qui réduit les coûts de production et facilite la maintenance sur le terrain. Il se caractérise par sa poignée située au centre de l’arme et dans laquelle est inséré le magasin, cette disposition permettant de placer le centre de gravité au niveau de la main droite et d’ainsi mieux contrôler le recul. La main gauche quant à elle peut agripper la poignée striée se trouvant dans la partie inférieure avant de la carcasse afin d’assurer un tir stable et précis.
Les premières versions de l’arme se distinguent par leur crosse en bois détachable, dont il existe quatre variantes ayant une forme et des dimensions légèrement différentes. Celle-ci disparaît à partir de 1967, remplacée par une crosse métallique pliable articulée en deux pièces. Outre ces modèles standards, il existe également des modèles spéciaux, notamment pour le marché civil, avec notamment des reproductions en polymères de la crosse en bois originale.

### Mécanisme de mise à feu
L’Uzi est une arme automatique à culasse ouverte dont l’armement est assuré par le recul provenant du tir précédent. Lorsque l’Uzi est armé, le bloc de culasse est en position arrière et le ressort de retour tendu. Lorsque l’opérateur presse la queue de détente, la gâchette libère le bloc, qui est entraîné en avant par le ressort de retour. En atteignant le puits du magasin, le bloc en extrait une cartouche et la conduit dans la chambre. En bout de course, le bloc ferme la chambre et le percuteur qu’il comprend met à feu la cartouche.
L’inertie due à la masse du bloc de culasse empêche celui-ci de subir les effets de la mise à feu pendant une fraction de seconde, ce qui est suffisant pour permettre à la balle de quitter le canon. Le bloc est alors propulsé en arrière par la pression des gaz et ce mouvement entraîne également l’étui et actionne le mécanisme d’extraction, qui éjecte la douille lorsque le bloc atteint la fenêtre d’éjection. Une fois le bloc de culasse revenu en position arrière, il repart immédiatement en avant si le sélecteur de tir est placé en mode automatique. Sinon il est maintenu dans cette position par la gâchette jusqu’à ce qu’une nouvelle pression soit effectuée sur la queue de détente.
Le sélecteur de tir comprend trois mode : A pour automatique, qui permet le tir en continu, R pour repetion, qui limite le tir en semi-automatique, et S pour safe, qui bloque mécaniquement la détente pour empêcher le tir. L’Uzi a toutefois la particularité de disposer de deux autres dispositifs de sécurité : d’une part, un bouton sur l’arrière de la crosse doit obligatoirement être pressé pour que le tir soit possible et donc impose que l’arme soit fermement tenue en main ; d’autre part, un cliquet posé sur le mécanisme d’armement réduit le risque de voir une mauvaise manipulation du levier d’armement libérer accidentellement le bloc de culasse.

### Organes de visée
Les organes de visée standards sont des mires métalliques installées à l’avant et à l’arrière de la carcasse et encadrées d’épaisses ailettes les protégeant contre les chocs qui pourraient les fausser. La hausse est un cercle pouvant être réglé sur 100 m ou 200 m, tandis que le guidon est une simple lame.

### Munitions
L’Uzi standard est chambré en 9 mm Parabellum et peut-être utilisé avec des magasins de 25 ou 32 cartouches. Des versions chambrées pour d’autres munitions existent toutefois à destination du marché civil aux États-Unis. Vector Arms commercialise ainsi des Uzi semi-automatiques chambrés en .45 ACP et en .22 LR. Il existe également des kits de conversion pour tirer des munitions de .40 S&W ou de 10 mm Auto et certaines variantes locales permettent même d’utiliser des grenades à fusil.
Le faible pouvoir pénétrant du 9 mm Parabellum et sa portée utile assez limitée constituent un désavantage majeur de l’Uzi. Cette faiblesse contribue largement à son déclin dans le troisième quart du XXe siècle face aux armes de la famille des fusils d’assaut, puis aux Personnal defence weapons à partir du début du XXIe siècle, qui utilisent des munitions plus puissantes avec un meilleur pouvoir perforant.

### Performances
Bien qu’élevée, la cadence de tir de l’Uzi original reste raisonnable, facilitant le contrôle de l’arme par l’opérateur. La précision est toutefois considérablement dégradée en cas de rafale prolongée. Il est ainsi préférable de s’astreindre à des rafales courtes de cinq à dix tirs, voire moins si la crosse n’est pas utilisée.
L’un des quelques inconvénients de l’Uzi est qu’il n’est pas ambidextre et ne peut être utilisé efficacement que de la main droite.

## Utilisateurs

### Militaires
L’utilisateur historique de l’Uzi est l’armée israélienne, dans laquelle il est entré en service en 1954. Le premier client à l’export est l’armée néerlandaise, qui en commande plusieurs milliers d’exemplaires dès 1956. Au sein des forces armées, l’Uzi se retrouve souvent dans les unités d’élites, comme les forces spéciales et les parachutistes, mais aussi entre les mains de troupes plus classiques qui bénéficient de ses petites dimensions, comme les équipages de véhicules blindés.
La plupart des forces armées conventionelles ont commencé à retirer l’Uzi du service à partir des années 2000. Outre son ergonomie d’un autre temps, le faible pouvoir de pénétration de sa munition est en effet un désavantage dans une situation d’affrontement entre armées dont les soldats sont désormais largement dotés en gilets pare-balles. Il est ainsi généralement remplacé par des fusils d’assaut compact ou des armes de la catégorie Personal defense weapon comme le Tavor, le P90 ou le MP7.

### Forces de l’ordre
Le United States Secret Service adopte l’Uzi dans les années 1960. La diffusion de l’Uzi dans les forces de maintien de l’ordre s’accroît à partir de la fin des années 1960, notamment en Amérique du Nord. En effet, même des services de police mineurs des États-Unis et du Canada s’en équipent parfois, même lorsque la criminalité locale ne justifie pas un tel armement. Cette « course à l’armement » entraîne de multiples accidents du fait du manque de formation des agents, qui tendent à sous-estimer sa puissance et à l’utiliser de manière inadaptée, sans prendre en compte son caractère d’arme de guerre. Ainsi, le 23 décembre 1989, un innocent est tué et un autre gravement blessé lorsque la police municipale de Sherbrooke ouvre le feu à l’aveugle dans un motel avec un Uzi.

### Civils
L’Uzi est considéré dans la plupart des pays du monde comme une arme de guerre dont l’acquisition et la détention est interdite, à moins que l’arme ait été rendu définitivement incapable de tirer, par exemple par la soudure de son mécanisme. Un important marché civil légal existe toutefois aux États-Unis, où la législation est plus accommodante. Toutefois, même dans ce pays il n’est pas possible d’acquérir librement un Uzi automatique, seuls ceux produits et importés avant 1986 peuvent être acquis par les personnes éligibles. Afin de contourner les restrictions, IMI commence à commercialiser des modèles adaptés à partir de la fin des années 1970, par exemple l’Uzi Carbine qui est limitée au mode semi-automatique et dont le canon est rallongé.
Outre les problèmes de ciminalités, la diffusion de l’Uzi, en particulier des versions automatiques, dans la population civile est source d’accidents. Plusieurs personnes, dont des enfants, ont ainsi perdu la vie aux États-Unis à la suite de pertes de contrôle de l’arme en automatique, les balles perdues frappant des spectateurs ou le tireur lui-même.

## Variantes

### Mini Uzi

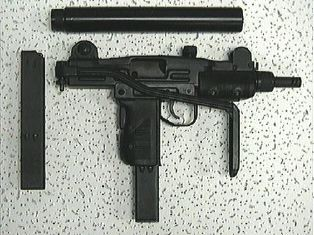
Mini Uzi.

Apparu en 1980, le Mini Uzi est une version de l’Uzi le raccourcissant de 470 mm à 360 mm. La réduction des composants internes a pour conséquence une augmentation de la cadence de tir à 1 100 coups par minute, nécessitant en retour la présence d’évents de compensation sur le dessus du canon afin de réduire le recul et d’améliorer le contrôle de l’arme en automatique. Il existe également une version dont le bloc de culasse est plus lourd, ce qui réduit la cadence de tir et améliore donc le contrôle et la précision de l’arme.
Un autre changement majeur est que l’arme est disponible en deux versions : l’une tirant culasse ouverte, comme l’Uzi original, et l’autre fermée, c’est-à-dire que lorsque l’arme est armée, le bloc de culasse est en avant et non en arrière. Le cycle de tir est ainsi modifié : la pression sur la queue de détente actionne le percuteur, la pression des gaz envoie le bloc de culasse en arrière en éjectant la douille, puis il revient en avant en chargeant une nouvelle cartouche. Cette disposition permet d’améliorer la précision au prix d’un plus grand échauffement.
Le Mini Uzi se distingue également de son prédécesseur par une crosse plus simple, tubulaire et en une seule pièce se pliant grâce à un gond. Les mires sont améliorées, l’avant et l’arrière étant désormais ajustables, tandis qu’il est également possible d’installer des optiques supplémentaires grâce à un rail Picatinny.

### Micro Uzi et Uzi Pro

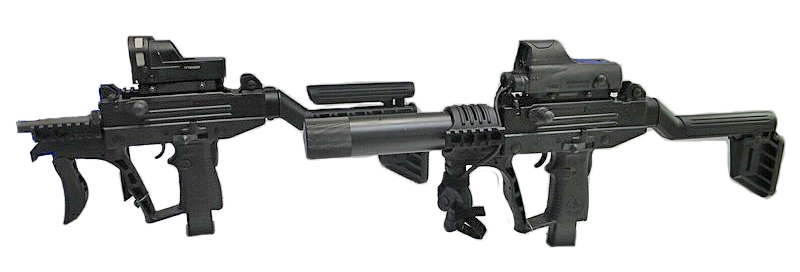
Deux Uzi Pro. Celui de droite est équipé d’un silencieux.

Le Micro Uzi reprend le concept du Mini Uzi en diminuant encore la taille et la masse avec une longueur de 282 mm pour un peu plus de 2 kg à vide. Les premiers modèles atteignent une cadence de 1 700 coups par minute, réduite par la suite à 1 050 coups par minute afin que l’arme demeure contrôlable en automatique.
Présenté en 2010 au salon Eurosatory, l’Uzi Pro est une évolution de la variante du Micro Uzi à culasse fermée. La principale différence est la poignée redessinée, qui intègre un pontet de grande taille pouvant également servir de poignée. Cette garde dispose d’une protubérance s’étendant sous le canon et comportant trois rails Picatinny. Un autre rail se trouve sur le dessus de l’arme afin de permettre le montage d’optiques de visée, tandis que les mires standards sont éclairées au tritium afin de permettre leur usage de nuit.

### Uzi Pistol
L’Uzi Pistol est une variante encore raccourcie du Micro Uzi ne dépassant pas 240 mm de long. L’arme ne dispose pas de crosse ne peut tirer qu’en semi-automatique et son canon n’est guère plus long que celui d’un pistolet automatique, ce qui en fait de facto une arme de cette catégorie.

## Culture populaire
L’Uzi est propulsé au rang d’icône de la culture populaire après son apparition dans le film Terminator de James Cameron en 1984. La réplique « Uzi 9 mm ! » d’Arnold Schwarzenegger devient un mème et est reprise dans plusieurs jingles et chansons. Quelques années plus tard, la phrase Excuse me, is that an Uzi ? dans Air America rencontre également un certain succès, tandis que son apparition récurrente entre les mains de Chuck Norris dans la saga Delta Force, notamment sa place proéminente sur certaines affiches des films, ajoute à son rôle prépondérant dans le cinéma d’action de cette période. Bien que contribuant à la notoriété de l’Uzi, le cinéma diffuse toutefois auprès du grand public une image largement erronée de son utilisation en multipliant les situations impossibles. L’image de l’acteur tirant avec un Uzi en automatique et le bras tendu devient ainsi emblématique, alors que cette méthode de tir risquerait davantage de blesser le tireur que sa cible dans la réalité.
À la suite du cinéma, l’Uzi se diffuse dans le pop art, mais c’est surtout dans le genre musical du gangsta rap qu’il revient de manière récurrente, avec des chansons telles que My Uzi Weighs a Ton du groupe Public Enemy. Il y est en effet porté par son utilisation dans les milieux criminels et les paroles des chansons le vantent comme un moyen d’intimider ou d’éliminer ses rivaux et d’obtenir le respect dans la rue. Cela entraîne une association négative au sein du grand public entre l’Uzi et la criminalité, encore renforcée par son usage dans des tueries, comme celle McDonald's de San Ysidro en 1984. En effet, bien que le nombre total de personnes tuées aux États-Unis par des pistolets-mitrailleurs soit marginal dans les années 1980 et 1990 par rapport aux autres armes, ils apparaissent plus souvent dans des faits-divers impliquant de nombreuses victimes et se trouvent donc plus souvent à la une des médias pour ces faits.

### Liste des utilisateurs
| Pays                             | Observations |
| -------------------------------- | --- |
| Afrique du Sud                   | |
| Algérie                          | |
| Allemagne de l'Ouest Allemagne   | Utilisé par la Bundeswehr sous le nom de MP2 à partir de 1959.                                                                                       |
| Angola                           | |
| Argentine                        | |
| Australie                        | |
| Azerbaïdjan                      | |
| Bangladesh                       | |
| Belgique                         | |
| Bermudes                         | |
| Bolivie                          | |
| Brésil                           | |
| Cambodge                         | |
| Canada                           | En usage dans certains services de police municipale.                                                                                                |
| Chili                            | |
| Colombie                         | |
| Costa Rica                       | |
| Croatie                          | |
| Salvador                         | |
| Équateur                         | |
| Érythrée                         | |
| Estonie                          | |
| États-Unis,                      | Utilisé par le Secret Service des années 1960 aux années 1990 et par de nombreux services de police locale à partir de la fin des années 1960. 1960. |
| Éthiopie                         | |
| France,                          | Utilisé par la BRI, le GIPN et le RAID. Également en usage dans la DST à partir des années 1960.                                                     |
| Gabon                            | |
| Grèce                            | |
| Guatemala                        | |
| Haïti                            | |
| Honduras                         | En service dans l’armée de l’air. |
| Inde                             | |
| Indonésie                        | |
| Iran                             | |
| Irak                             | |
| Irlande                          | Utilisé par la Garda Síochána. |
| Israël                           | |
| Italie                           | |
| Kenya                            | |
| Liberia                          | |
| Lituanie                         | |
| Luxembourg                       | |
| Malte                            | |
| Nicaragua                        | |
| Niger                            | |
| Nigeria                          | |
| Ouganda                          | |
| Panama                           | |
| Paraguay                         | |
| Pays-Bas                         | Utilisé par l’armée de terre à partir de 1956. |
| Pérou                            | Utilisé par les commandos. |
| Philippines                      | |
| Pologne                          | |
| Portugal                         | |
| République centrafricaine        | |
| République démocratique du Congo | |
| République dominicaine           | |
| Roumanie                         | |
| Rwanda                           | |
| Somalie                          | |
| Soudan                           | |
| Sri Lanka                        | En service dans l’armée de terre, la marine et force spéciales de la police.                                                                         |
| Suriname                         | |
| Swaziland                        | |
| Syrie                            | |
| Taïwan                           | |
| Tchad                            | |
| Thaïlande                        | |
| Togo                             | |
| Tonga                            | |
| Turquie                          | |
| Uruguay                          | |
| Venezuela                        | |
| Vietnam                          | |
| Zimbabwe                         | |

### Caractéristiques techniques
| Modèle                                | Uzi                                                | Mini Uzi OB                               | Mini Uzi CB                               | Mini Uzi SF                               | Micro Uzi SF                              | Uzi Carbine | Uzi Pistol | Uzi Pro |
| ------------------------------------- | -------------------------------------------------- | ----------------------------------------- | ----------------------------------------- | ----------------------------------------- | ----------------------------------------- | ----------- | ---------- | ------- |
| Longueur maximale                     | 650 mm                                             | 588 mm                                    | 588 mm                                    | 588 mm                                    | 504 mm                                    |             |            |         |
| Longueur minimale                     | 470 mm                                             | 360 mm                                    | 360 mm                                    | 360 mm                                    | 282 mm                                    |             |            |         |
| Masse à vide                          | 3500 g (crosse métallique) 3600 g (crosse en bois) | 2650 g                                    | 2650 g                                    | 2800 g                                    | 2200 g                                    |             |            |         |
| Fonctionnement                        | chargement par recul                               | chargement par recul, culasse ouverte     | chargement par recul, culasse fermée      | chargement par recul, culasse fermée      | chargement par recul, culasse fermée      |             |            |         |
| Modes de tir                          |                                                    | semi-automatique ou automatique           | semi-automatique ou automatique           | semi-automatique ou automatique           | semi-automatique ou automatique           |             |            |         |
| Longueur canon                        | 260 mm                                             | 197 mm                                    | 197 mm                                    | 197 mm                                    | 134 g                                     |             |            |         |
| Rainurage du canon                    | 4 rainures vers la droite 1 tour = 254 mm          | 4 rainures vers la droite 1 tour = 254 mm | 4 rainures vers la droite 1 tour = 254 mm | 4 rainures vers la droite 1 tour = 254 mm | 4 rainures vers la droite 1 tour = 254 mm |             |            |         |
| Cartouche                             | 9x19 mm Parabellum                                 | 9x19 mm Parabellum                        | 9x19 mm Parabellum                        | 9x19 mm Parabellum                        | 9x19 mm Parabellum                        |             |            |         |
| Alimentation                          | Chargeur 25 ou 32 cartouches                       | Chargeur 20, 25 ou 32 cartouches          | Chargeur 20, 25 ou 32 cartouches          | Chargeur 20, 25 ou 32 cartouches          | Chargeur 20, 25 ou 32 cartouches          |             |            |         |
| Cadence de tir (environ)              | 600 cps/min                                        | 1100 cps/min                              | 1150 cps/min                              | 1150 cps/min                              | 1050 cps/min                              |             |            |         |
| Vitesse de sortie de bouche (environ) | 410 m/s                                            | 380 m/s                                   | 380 m/s                                   | 380 m/s                                   | 350 m/s                                   |             |            |         |